# 944 Hidalgo
944 Hidalgo este o planetă minoră (asteroid), cu un diametru de 38 km, din Centaur. A fost descoperită pe 31 octombrie 1920 la Observatorul din Hamburg de Walter Baade și a fost numită după Miguel Hidalgo y Costilla. 
Obiectul prezintă o orbită caracterizată de o semiaxă mare de 5,7280893571781 UAi, o excentricitate de 0,6622194880345, o înclinație de 42,567 ° în raport cu ecliptica.